# 552-га гренадерська дивізія (Третій Рейх)
552-га гренадерська дивізія (Третій Рейх) (нім. 552. Grenadier-Division) — гренадерська піхотна дивізія Вермахту, що входила до складу німецьких сухопутних військ за часів Другої світової війни.

## Історія
552-га гренадерська дивізія сформована 11 липня 1944 року в ході 29-ї хвилі мобілізації на полігоні Зенне (нім. Truppenübungsplatz Senne), як «загороджувальна дивізія» (нім. Sperr-Division). Але вже 25 липня 1944 року її частини пішли на доукомплектування 6-ї гренадерської дивізії.

## Райони бойових дій
- Німеччина (липень 1944)

## Командування

### Командири
- генерал-лейтенант Отто-Герман Брюкер (нім. Otto-Hermann Brücker) (11 — 25 липня 1944)

### Склад
| 1944                                      |
| ----------------------------------------- |
| 1116-й гренадерський полк                 |
| 1117-й гренадерський полк                 |
| 1118-й гренадерський полк                 |
| 1552-й артилерійський полк                |
| 552-га фузилерна рота                     |
| 1552-га рота зв'язку                      |
| 1552-ге дивізійне управління забезпечення |
| 1552-й запасний батальйон                 |